# Femme…
Albums de Dalida
Les p'tits mots
(1983) Dali
(1984)
Femme… est le second album de Dalida paru en 1983. Cet album ne présente que deux titres inédits (Ton prénom dans mon cœur et Femme) et reprend la moitié des titres de l'album précédemment paru augmenté de Confidences sur la fréquence.
Le single extrait est Femme (reprise de Smile de Charlie Chaplin) couplé à la chanson Le restaurant italien.
Enregistrée sur un tempo disco, la chanson Femme se prête donc à être chorégraphiée et Dalida en fera la promotion à la télévision assez souvent entourée de ses danseurs.

## Face A
- Femme
- Mourir sur scène
- Téléphonez-moi
- Lucas

## Face B
- Confidences sur la fréquence
- Ton prénom dans mon cœur
- Les p'tits mots
- Le restaurant italien

## Extrait
- Femme/Le restaurant italien